# Condado de Gray (Kansas)
O Condado de Gray é um dos 105 condados do estado americano de Kansas. A sede do condado é Cimarron, e sua maior cidade é Cimarron. O condado possui uma área de 2 252 km² (dos quais 1 km² estão cobertos por água), uma população de 5 904 habitantes, e uma densidade populacional de 3 hab/km² (segundo o censo nacional de 2000). O condado foi fundado em 13 de março de 1881.